# Најкориснији играч АБА плеј−офа
Награда за најкориснијег играча АБА плејофа била је годишња награда Америчке кошаркашке асоцијације (АБА) која се додељује у АБА плеј-офу. Награда је први пут додељена у АБА плеј-офу 1968. године и повучена је као део спајања АБА и НБА. У спорту, играч за који се процени да је најважнији за тим је најкориснији играч (МВП).
Први добитник награде био је играч Питсбург пајперса Кони Хоукинс. У свим приликама, играч који освоји плеј-оф МВП награду је из тима који је освојио АБА шампионат. Џулијус Ирвинг, који је водио Њујорк нетсе до два АБА шампионата 1974. и 1976. године, једини је играч који је два пута освојио награду.

## Победници
| *         | Изабран у Кошаркашку кућу славних                           |
| Играч (X) | Означава колико је пута играч добио награду за МВП плеј-офа |

| Година | Играч               | Позиције | Тим               | Напомена |
| ------ | ------------------- | -------- | ----------------- | -------- |
| 1968.  | Кони Хокинс*        | F/C      | Питсбург пајперси | [ 1 ]    |
| 1969.  | Ворен Џабали        | G/F      | Оукланд оукси     | [ 2 ]    |
| 1970.  | Роџер Браун*        | F/G      | Индијана пејсерси | [ 3 ]    |
| 1971.  | Зелмо Бити*         | C        | Јута старси       | [ 4 ]    |
| 1972.  | Фреди Луис          | G        | Индијана пејсерси | [ 5 ]    |
| 1973.  | Џорџ Мекгинис*      | F/C      | Индијана пејсерси | [ 6 ]    |
| 1974.  | Џулијус Ирвинг*     | F        | Њујорк нетси      | [ 7 ]    |
| 1975.  | Артис Гилмор*       | C        | Кентаки колонелси | [ 8 ]    |
| 1976.  | Џулијус Ирвинг* (2) | F        | Њујорк нетси      | [ 7 ]    |

## Освајачи МВП признања
- Кони Хокинс (1968.)
- Ворен Џабали (1969.)
- Роџер Браун (1970)
- Зелмо Бити (1971.)
- фреди Луис (1972)
- Џорџ Мекгинис (1973)
- Џулијус Ирвинг (1974.)
- Артис Гилмор (1975.)
- Џулијус Ирвинг (1976.)